# 3 (album de Suburban Kids with Biblical Names)
Pour les articles homonymes, voir 3 (homonymie).
1. 3

Albums de Suburban Kids with Biblical Names
#2
(2005) #4
(2009)
#3 est le premier album studio du groupe suédois de twee pop Suburban Kids with Biblical Names.

## Liste des chansons
| No  | Titre                     | Durée |
| --- | ------------------------- | ----- |
| 1.  | Marry Me                  | 2:18  |
| 2.  | Loop Duplicate My Heart   | 3:07  |
| 3.  | A Couple of Instruments   | 3:12  |
| 4.  | Parakit                   | 2:56  |
| 5.  | Trees and Squirrels       | 3:18  |
| 6.  | Funeral Face              | 2:58  |
| 7.  | Noodles                   | 2:48  |
| 8.  | Peter's Dream             | 2:52  |
| 9.  | Shitty Weekend            | 2:43  |
| 10. | Rent a Wreck              | 2:54  |
| 11. | Seems to Be on My Mind    | 2:51  |
| 12. | Little Boys in the Ghetto | 3:21  |